# Ljubuški
Ljubuški (srbsky Љубушки) je město a sídlo stejnojmenné opčiny v Bosně a Hercegovině v Západohercegovském kantonu. Nachází se asi 7 km od hranic s Chorvatskem, asi 32 km jihozápadně od Mostaru. V roce 2013 žilo v samotném Ljubuški 4 387 obyvatel, v celé opčině pak 29 521 obyvatel.
Kromě vlastního města zahrnuje opčina i vesnice Bijača, Cerno, Crnopod, Crveni Grm, Dole, Grab, Grabovnik, Gradska, Greda, Grljevići, Hardomilje, Hrašljani, Humac, Kašče, Klobuk, Lipno, Lisice, Miletina, Mostarska Vrata, Orahovlje, Otok, Pregrađe, Proboj, Prolog, Radišići, Stubica, Studenci, Šipovača, Teskera, Vašarovići, Veljaci, Vitina, Vojnići a Zvirići.
Sousedními městy jsou Čapljina, Čitluk, Grude a chorvatská města Metković a Vrgorac.